# 天兆 (电影)
是一部2002年的美國科幻驚悚电影，由导演奈特·沙马兰编剧和执导，奈特·沙马兰、法蘭克·馬歇爾、凱斯琳·甘迺迪和山姆·默瑟監製。主演是梅尔·吉布森、杰昆·菲尼克斯、羅伊·克金和艾碧·貝絲琳。本片上映于2002年8月2日。

## 演員
- 梅尔·吉布森 飾 Graham Hess神父
- 杰昆·菲尼克斯 飾 Merrill Hess
- 羅伊·克金 飾 Morgan Hess
- 艾碧·貝絲琳 飾 Bo Hess
- 切利·瓊斯 飾 Caroline Paski警官
- 奈特·沙马兰 飾 Ray Reddy
- 派翠西亞·凱倫柏（英语：Patricia Kalember） 飾 Colleen Hess
- 泰德·薩頓（英语：Ted Sutton） 飾 SFC Cunningham
- 梅里特·韦弗 飾 Tracey Abernathy
- 蘭尼·法拉提（英语：Lanny Flaherty） 飾 Mr Nathan
- 瑪麗昂·麥柯瑞（英语：Marion McCorry） 飾 Mrs Nathan
- 麥可·休瓦特（英语：Michael Showalter） 飾 Lionel Prichard
- 克利福德·大衛（英语：Clifford David） 飾 哥倫比亞大學教授
- Kevin Pires 飾 巴西壽星